# Flughafen Chania

i8
i11
i13
Der Internationale Flughafen Chania „Ioannis Daskalogiannis“ (englisch Chania International Airport “Ioannis Daskalogiannis”; griechisch Διεθνής Αερολιμένας Χανίων «Ιωάννης Δασκαλογιάννης» Diethnis Aerolimenas Chanion «Ioannis Daskalogiannis», (IATA-Code: CHQ, ICAO-Code: LGSA)) ist ein internationaler Flughafen auf der Insel Kreta in Südgriechenland.
Er befindet sich ca. 14 km östlich der Stadt Chania auf der Akrotiri-Halbinsel. Namensgeber ist der kretische Widerstandskämpfer Daskalogiannis. Der Flughafen wird von mehreren europäischen Charter- und Linienfluggesellschaften angeflogen.
Der südliche und der östliche Teil des Flughafens gehört den Griechischen Luftstreitkräften, welche diese Teile für die als Souda Air Base bezeichnete Luftwaffenbasis betreibt.
Während der Betriebszeit des Space Shuttle war hier ein möglicher Notlandeplatz im Falle einer außerplanmäßigen Landung.

## Geschichte
Von 1954 an wurde der Flugplatz Maleme auch für die zivile Luftfahrt genutzt. Bereits 1959 löste ihn der Flugplatz auf der Akrotiri ab. Von da an wurde der zivile Luftverkehr auf dem bis dahin genutzten Militärflugplatz abgewickelt, während Maleme für die zivile Luftfahrt geschlossen wurde.
Im Jahr 1967 erhielt der Flughafen ein Terminal und zwei Stellplätze für Flugzeuge. Im Zuge des stark ansteigenden Flugverkehrs nach Kreta musste der Flughafen erneut erweitert werden, um damit nicht mehr nur nationale Flüge, sondern seit 1974 auch internationale abfertigen zu können.
Im Jahr 1996 wurde das derzeitige Terminal vollendet, der Flughafen bietet sechs Stellplätze und soll bis zu 1.350.000 Fluggäste pro Jahr abfertigen können. Tatsächlich ist die Zahl der abgefertigten Passagiere deutlich höher.
2013 wurde der Flughafen für rund 110 Mio. € mit finanzieller Unterstützung der EU deutlich erweitert. Die Bauarbeiten sollten 2015 fertiggestellt werden. Im Herbst 2014 war bereits der Rohbau neben dem bisherigen Hauptgebäude zu sehen. Die Bauarbeiten waren im Herbst 2016 noch nicht vollständig abgeschlossen. Anfang 2021 waren die Arbeiten jedenfalls beendet.
Im Dezember 2015 wurde die Privatisierung des Internationalen Flughafens Chania und 13 weiterer griechischer Regionalflughäfen mit der Unterzeichnung einer Vereinbarung zwischen dem Joint Venture zwischen der Fraport AG und der Copelouzos Group und dem staatlichen Privatisierungsfonds abgeschlossen. Die Konzession hat eine Laufzeit von 40 Jahren ab dem Zeitpunkt der Betriebsübernahme am 11. April 2017 und umfasst die Festlandflughäfen Thessaloniki, Aktion und Kavala sowie die Flughäfen auf den Inseln Kreta (Chania), Kefalonia, Korfu, Kos, Mykonos, Mytilini, Rhodos, Samos, Santorin, Skiathos und Zakynthos.
Der Flughafen diente seit März 2013 als Basis für die Billigfluggesellschaft Ryanair. Im April 2018 gab die irische Fluggesellschaft bekannt, dass man die Basis zum 1. Juni schließen werde. Als Grund wurden zu hohe Flughafengebühren angegeben.

## Verkehrszahlen
| Betriebsjahr | Fluggastaufkommen | Flugbewegungen |
| ------------ | ----------------- | -------------- |
| 2016         | 2.966.697         | 19.284         |
| 2017         | 3.042.409         | 19.512         |
| 2018         | 3.008.995         | 19.604         |
| 2019         | 2.983.542         | 20.502         |
| 2020         | 703.482           | 7.392          |
| 2021         | 1.795.236         | 16.157         |
| 2022         | 3.290.802         | 23.273         |
| 2023         | 3.648.416         | 24.678         |
| 2024         | 3.952.126         | 26.502         |

## Anbindung
Der Flughafen wird mehrmals täglich von Chania durch einen Linienbus der KTEL angefahren. Außerhalb dessen Fahrzeiten ist die Anreise auch per Taxi möglich. Am Flughafen gibt es eine Reihe von Mietwagenanbietern.

## Souda Air Base

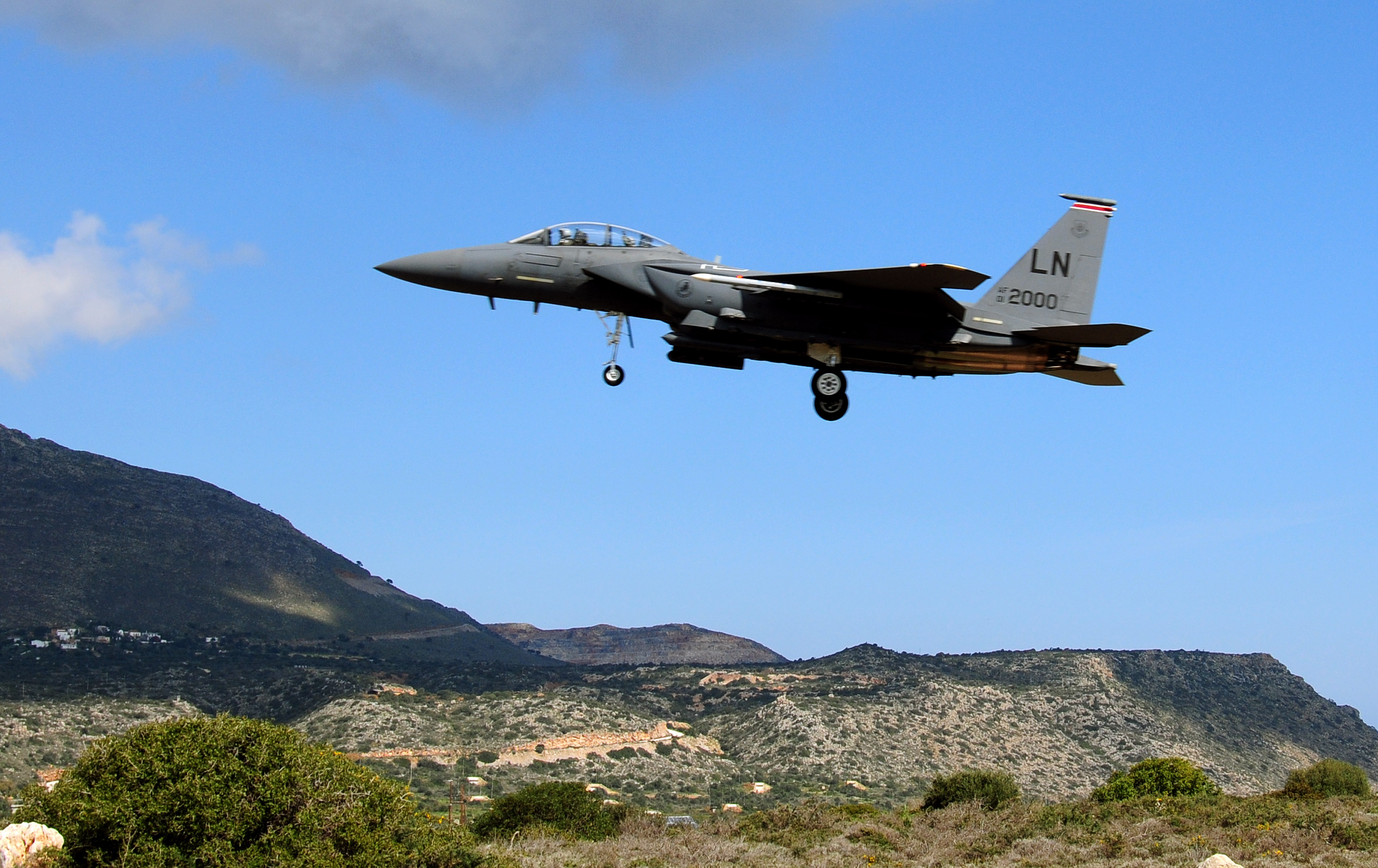
F-15E Strike Eagle der 494th Expeditionary Fighter Squadron, U.S. Air Force, startet während eines Flugtrainingseinsatzes mit der griechischen Luftwaffe, 2014

Der Luftwaffenstützpunkt Souda (Souda Air Base) beherbergt das 115. Kampfgeschwader der griechischen Luftwaffe. Das 115. Kampfgeschwader teilt sich in die 340. und 343. Staffel auf. Beide Staffeln waren ab 1964 mit Republic F-84F “Thunderstreak” ausgerüstet und stiegen 1976 auf die LTV A-7H Corsair II um. Im Jahr 2002 wurden die Corsair außer Dienst gestellt und die Staffeln für kurze Zeit deaktiviert. Ab 2003 wurden die Staffeln auf die moderne Lockheed F-16C/D Block 52+ „Fighting Falcon“ umgerüstet. Die Basis ist mit zwei großen Rollwegschlaufen für über ein Dutzend gepanzerte Flugzeugunterstände für je eine der Staffeln aufgebaut.
Die Basis wird auch von anderen NATO-Luftwaffen für Übungen oder Einsätze genutzt. Die United States Naval Support Activity (NSA) Souda Bay hat seit 1969 ihren Sitz in Mouzouras, direkt an der Souda Air Base. Die NSA Souda Bay leistet operative Unterstützung für die US-amerikanischen, verbündeten und NATO-Streitkräfte, die im Rahmen des United States European Command (EUCOM) / United States Central Command (CENTCOM) / United States Africa Command (AFRICOM) eingesetzt sind. Das NSA Souda Bay Air Terminal bietet Luftverkehrsdienste für dienstliche Passagiere, Fracht und Passagiere des US-amerikanischen Verteidigungsministeriums. Es beherbergt das US Naval Meteorology and Oceanography Command (CNMOC). Eine Task Group EP-3A-Aufklärer, die TG-67.4, Teil der CTF-67 der 6. Flotte, ist ebenfalls in Souda Bay stationiert.
Am 9. Februar 1975 flog eine deutsche Transall gegen den Malotyra, einen Berg in den Lefka Ori, ca. 20 km südlich, während sie sich im Anflug auf den Flughafen befand. Keiner der 42 Insassen an Bord überlebte das Unglück.